# Saint-Martin-en-Bière
Saint-Martin-en-Bière település Franciaországban, Seine-et-Marne megyében. Lakosainak száma 746 fő (2022. január 1.). Saint-Martin-en-Bière Arbonne-la-Forêt, Barbizon, Fleury-en-Bière és Fontainebleau községekkel határos.

## Népesség
A település népessége az elmúlt években az alábbi módon változott:
| Lakosok száma | 787  | 767  | 782  | 751  | 744  | 737  | 730  | 734  | 746  |
|               | 2013 | 2015 | 2016 | 2017 | 2018 | 2019 | 2020 | 2021 | 2022 |